# Amalarico I de Châtellerault
Amalarico I de Châtellerault (h. 1075 – 7 de noviembre de 1151), fue el vizconde de Châtellerault y padre de Leonor de Châtellerault. A través de su hija fue el abuelo de Leonor de Aquitania, quien se convertiría en duquesa de Aquitania (por derecho propio) así como reina tanto de Francia como de Inglaterra. Leonor fue sin duda alguna la mujer más célebre de la historia europea medieval.

## Familia
Amalarico era hijo de Bosón II de Châtellerault y su esposa, Leonor (Aleanor) de Thouars, hija de Aimery IV de Thouars. Sus abuelos paternos fueron Hugo I de Châtellerault y su esposa, Gerberga. 
A través de su nieta, Leonor, Amalarico es antepasado de varios monarcas y nobles, incluyendo a Ricardo I de Inglaterra, María de Francia (condesa de Champaña), Juan de Inglaterra, Godofredo II de Bretaña, Juana (reina de Sicilia), Leonor Plantagenet (reina de Castilla), Matilde Plantagenet (duquesa de Sajonia) y Enrique el Joven.

## Biografía

### Matrimonio
Amalarico se casó con Amauberga, llamada Dangerosa, la hija de Bartolomé de l'Isle Bouchard y su esposa Gerberga de Blaison. Tuvieron, al menos, tres hijos:
- Hugo, que sucedió a su padre como vizconde de Châtellerault,
- Raúl, que se convirtió en señor de Fay-la-Vineuse a través de su matrimonio con Isabel de Faye,
- Leonor (h. 1103 – marzo de 1130), que se casó con el duque Guillermo X de Aquitania. Fue la madre de la duquesa Leonor, Petronila, y Guillermo Aigret, quien murió a los cuatro años de edad.

Leonor de Aquitania fue conocida por tener mucho cariño a sus tíos maternos, Hugo y Raúl.

### El asunto
En 1115, después de siete años de matrimonio, Amauberga fue "raptada" de su dormitorio por Guillermo IX de Aquitania. Fue llevada a una torre en su castillo de Poitiers llamado Maubergeonne. Como resultado de esto, Amauberga o Dangerosa fue apodada La Maubergeonne. Secuestros de este tipo eran bastante habituales entre los nobles en la Edad Media. Sin embargo, en este caso en particular parece que ella contribuyó voluntariamente al asunto.[cita requerida]
El duque de Aquitania, el trovador más antiguo conocido cuya obra sobrevive, era bastante popular con las mujeres de su época y se sabía que tuvo muchos asuntos. Sin embargo, la vizcondesa se convertiría en su amante durante el resto de su vida. No constan quejas por parte de Amalarico. Se cree que esto se debe a que el vizconde temía la ira del poderoso y volátil señor. Sería la esposa del duque, Felipa de Tolosa quien emprendió acciones contra el «rapto» y el asunto. Sus acciones llevarían a que tanto Guillermo como Dangerosa fueran excomulgados por el papa. Guillermo usó su riqueza y su poder para, con el tiempo, reconciliarse con el papa y fue aceptado de vuelta a la iglesia católica.[cita requerida]
En 1121 la hija de Amalarico y Dangerosa, Leonor, se casó con el hijo de Guillermo IX, su heredero, que se convertiría en el duque Guillermo X de Aquitania. Se cree que esta unión se produjo a petición de Dangereuse. Los historiadores no ven otra razón para la unión de tan poderoso hombre y la hija de un vasallo menor. No sólo eso, sino que además Leonor era la hija de la mujer que el futuro duque odiaría por el papel que tuvo en el tratamiento de su madre. Fuera cual fuera la causa, el matrimonio llevó al nacimiento de Leonor de Aquitania e hizo de Amalarico antepasado de algunos de los más famosos gobernantes europeos.[cita requerida]